# مزار سلطانی بیدخت
مزار سلطانی در شهر بِیدُخت، شهرستان گناباد ایران واقع است. این مزار مدفن برخی از عرفای بزرگ و نامدار ایرانی اقطاب سلسله نعمت‌اللهی سلطان‌علیشاهی دراویش گنابادی از جمله نورعلی تابنده مجذوب‌علیشاه است.

## چگونگی ساخت بنا
بیدخت از توابع شهرستان گناباد و از شهرهای باستانی ایران است.
این شهر موطن و مدفن سلطان‌محمد گنابادی، قطب دراویش گنابادی در اواخر قرن ۱۳ - اوایل قرن ۱۴ هجری قمری است و از آن زمان مورد توجه قرار گرفت و شهرت یافت، به نحوی که نام گناباد با نام وی مقرون شد.
ساخت بنای مزار سلطانی بیدخت، در محل دفن سلطان‌محمد گنابادی در بیدخت گناباد توسط جانشین وی ملاعلی گنابادی شروع شد. سپس، این بنا توسط جانشینان وی (محمدحسن گنابادی با لقب طریقتی صالح علی شاه و جانشین وی سلطان‌حسین تابنده گنابادی با لقب طریقتی رضاعلیشاه) و همچنین دوستان این افراد توسعه یافت، به نحوی که به تدریج به صورت مجموعه‌ای وسیع مشتمل بر حسینیه، کتابخانه، مهمانسرا، اتاق‌های پذیرایی زائرین، مرکز درمانی با نام بهبودستان با معماری سنتی درآمد.

## صحن‌های مزار
ساختمان مزار سلطانی بیدخت شامل سه صحن وسیع متّصل به هم است. در اطراف این سه صحن، اتاق‌هایی بنا شده که برای اسکان عموم در نظر گرفته شده است.

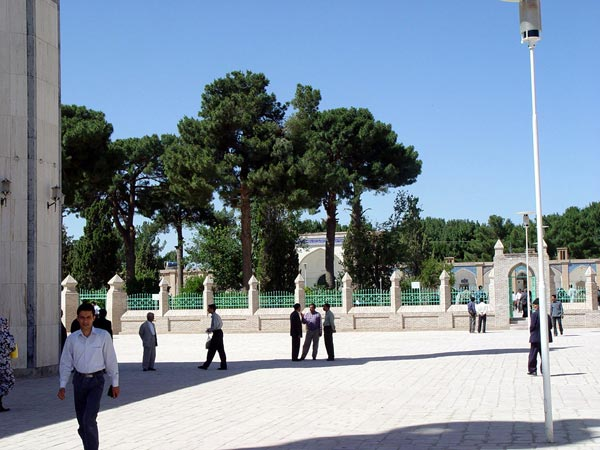
نمای صحن کوثر

صحن بالا یا صحن کوثر شامل اتاق‌هایی در اطراف و یک حوض (مشهور به حوض کوثر) در وسط است. آب این حوض به آب قنات جاری در بیدخت متّصل می‌باشد که با معماری خاصّی به صحن وارد شده است. در ضلع غربی صحن کوثر مهمان خانه‌ای ساخته شده است که در مراسم مذهبی از میهمانان در آن پذیرایی می‌شود. در صحن وسط نیز همچون صحن کوثر اتاق‌هایی در اطراف بنا شده است. در مرکز صحن وسط، ساختمان بقعهٔ مزار سلطانی قرار دارد و در این بقعه پنج تن از اقطاب دراویش گنابادی مدفون هستند. در ضلع غربی این صحن نیز حسینیه‌ای قرار دارد که جهت برگزاری مراسم مذهبی از آن استفاده می‌گردد. صحن پایین که نسبت به صحن وسط در ارتفاع پایین‌تری قرار دارد نیز دارای یک حوض و اتاق‌هایی در ضلع شمالی می‌باشد.

## ساخت بقعه
در دورهٔ قطبیت محمدحسن گنابادی با لقب طریقتی صالح علی شاه، تکمیل بنای بقعه مزار سلطانی صورت گرفته است و مقبره به شکل مربع وسعت پیدا کرد و مساحت آن قریب ۶۴ متر مربع شد.
در تکمیل بقعه، ابتدا اتاق کوچکی را که روی قبر ساخته شده بود، تخریب کرده و به جای آن ساختمان بزرگی بنیاد نهاد که گنبد مزار روی آن قرار گرفت. در چهار طرف آن نیز اتاق‌هایی بنا شد.

### گنبد بقعه
پوشش اول گنبد در سال ۱۳۴۵ قمری (۱۹۲۶ میلادی) پایان پذیرفت. بیشتر معماری بنا را ابوالقاسم توکلی (معمار یزدی) که خود درویش بود، برعهده داشت.
عملیات ساختمان پوشش دوم گنبد که با استفاده از بتن آرمه و تیرآهن در سال ۱۳۷۰ قمری شروع شد به مدت یک سال به طول انجامید.

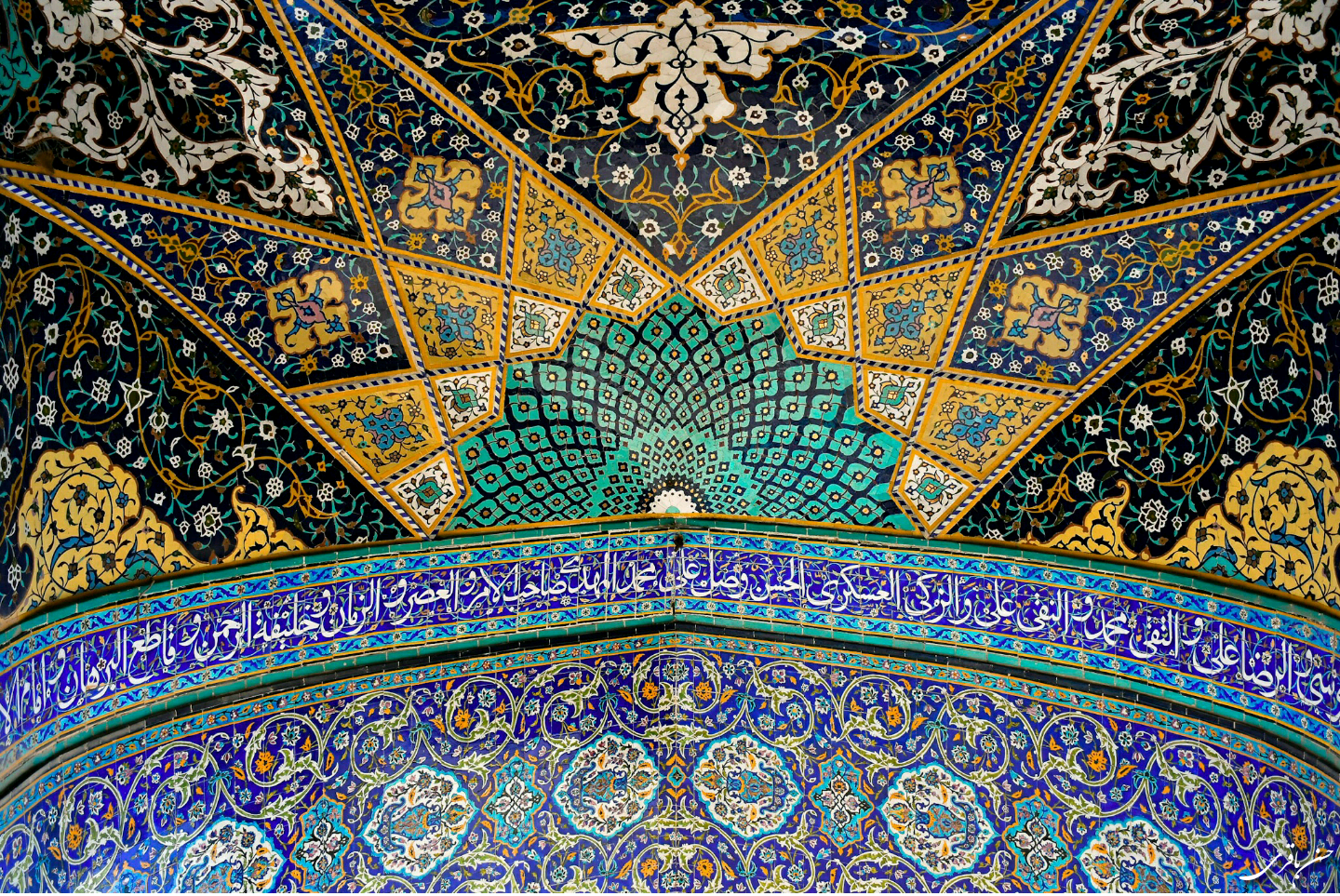
نمایی از کاشی‌کاری طاق سر در ضلع شمال شرقی بقعه مزار سلطانی بیدخت

کتیبهٔ دور گنبد، آیاتی از سوره فتح («انا فتحنا لک فتحاً مبینا» تا آیهٔ «بل کان الله بما تعملون خبیرا») به خط ثلث و توسط مرتضی عبدالرسولی نوشته شد. در روی کاشی گنبد در اطراف نوک آن، دوازده کلمهٔ «هو» به خط نستعلیق و در زیر آن دوازده مرتبه کلمهٔ توحید و در زیر آن به‌طور یک در میان اسامی شش نبی مرسل (آدم صفی الله، نوح نجی الله، موسی کلیم‌الله، عیسی روح‌الله، محمد حبیب‌الله) و در پایین آن، اسامی اهل بیت و در بالای اسامی هر یک از چهارده معصوم، جملهٔ محمد رسول‌الله نقش شده است.

### تزئینات داخل بقعه
تزئینات داخل بقعه سفیدکاری و گچ بری است. در سال ۱۳۲۱ خورشیدی برابر ۱۳۶۱ قمری، اِزارهٔ دور بقعه به ارتفاع یک متر و بیست سانتی‌متر از کف، به خرج مشیرالسلطنه سنگ مرمر شد. حجاری و صیقل نمودن این سنگ به وسیلهٔ عبدالولی حجار هنرور، فرزند کرمعلی حجار اصفهانی، انجام گردید. سنگ مزبور از معدنی در قاین، در نزدیکی املاک امیر شوکت الملک علم، با اجازه و اطلاع وی به بیدخت آورده و تراشیده شد.
در سال ۱۳۲۸ خورشیدی، کتیبهٔ داخل بقعه کاشی کاری شد. روی این کاشی‌ها اسامی چهارده معصوم و بعد نام اقطاب سلسلهٔ نعمت‌اللهی مطابق خطبه ای که روزهای جمعه در مزار سلطانی خوانده می‌شود، البته با تلخیص القاب، به خط «ثلث» توسط مرتضی عبدالرسولی نوشته شد. خود اسامی با طلای ناب نوشته شده است. هزینهٔ تهیه و نصب این کاشی‌ها توسط سید علی‌آقا روح الامین تأمین گشت.
در خرداد ۱۳۴۰ خورشیدی برابر ذیحجهٔ ۱۳۸۰ قمری، مشیرالسلطنه برای آینه کاری داخل بقعه اقدام نمود. در روز یازدهم تیر ۱۳۴۰، عملیات آینه کاری توسط سیّد باقر فراهی مشهدی شروع و در اردیبهشت سال بعد پایان پذیرفت و شب عید غدیر (اول خرداد ۱۳۴۱) جشن با شکوهی برپا شد. در این مراسم، پس از خوانده شدن قصایدی در مدح مولا امیرالموٌمنین، مطالبی دربارهٔ تاریخچهٔ بنای مزار سلطانی و کسانی که در تکمیل آن همکاری داشته و خدماتی ارائه داده بودند، بیان شد.
بعداً ایوان‌های اطراف بقعه نیز آینه کاری شد. کل هزینهٔ آینه کاری داخل بقعه حدود ۶۲ هزار تومان شد.

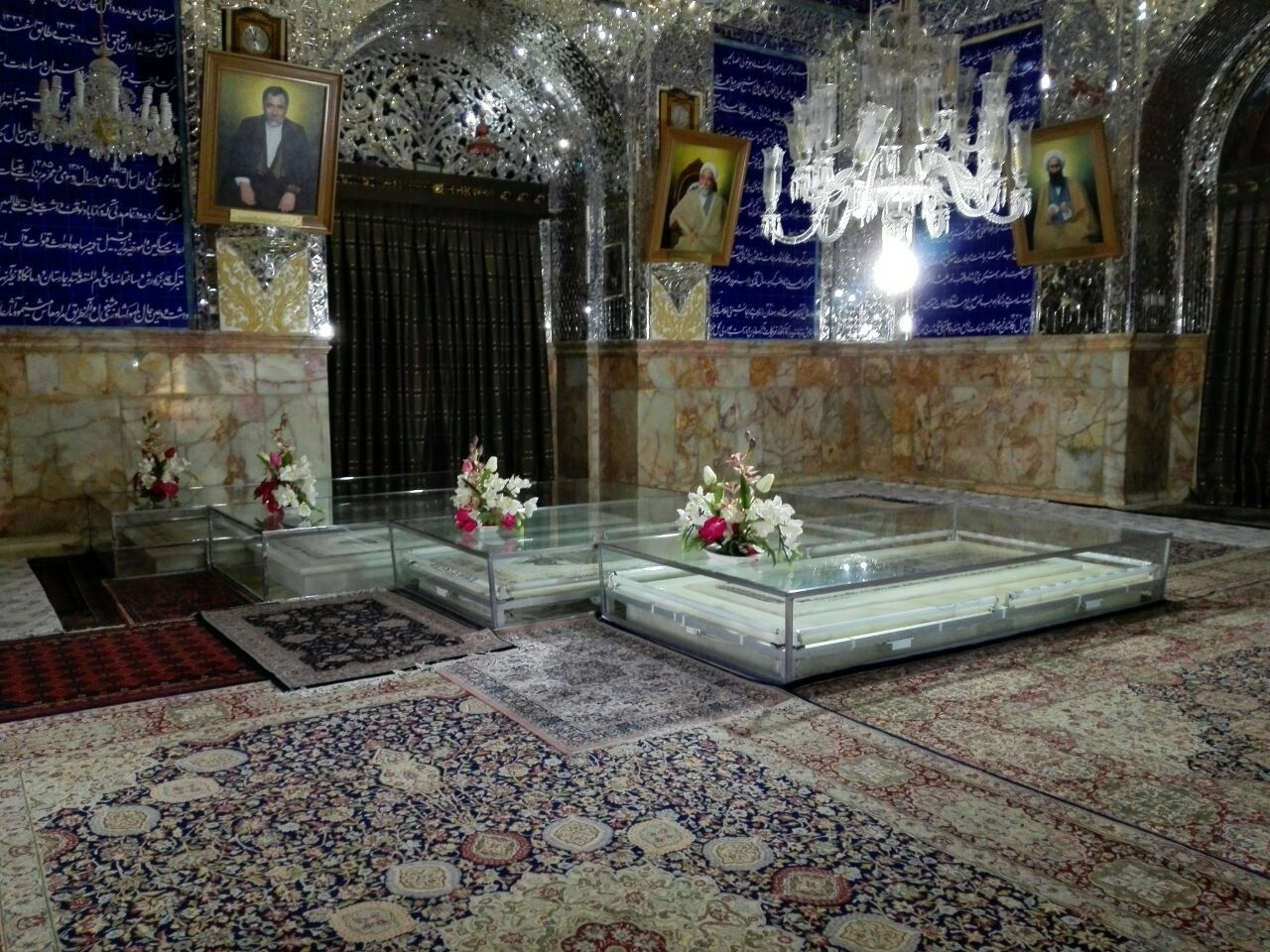
Mazare Soltani belongs to Gonabadi Sufis

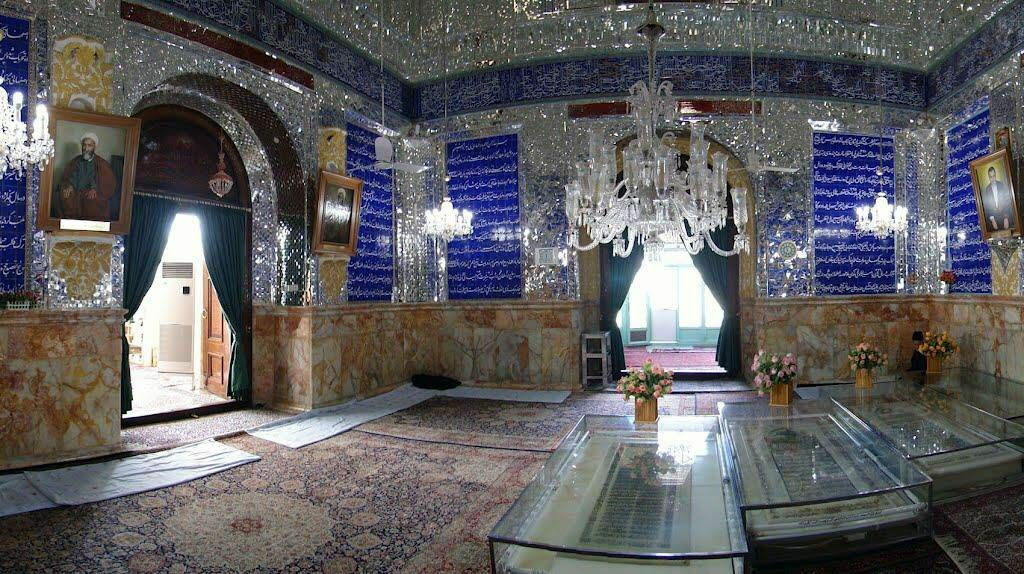
Mazare Soltani belongs to Gonabadi Sufis

## نگاره از اقطاب مدفون

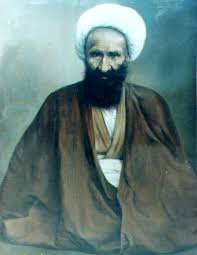
سلطان محمّد گنابادی (سلطان علیشاه)
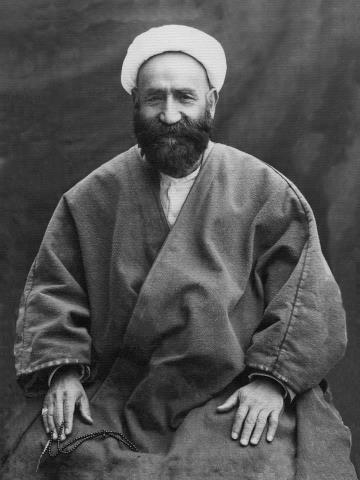
محمدحسن بیچاره بیدختی (صالح‌علیشاه)
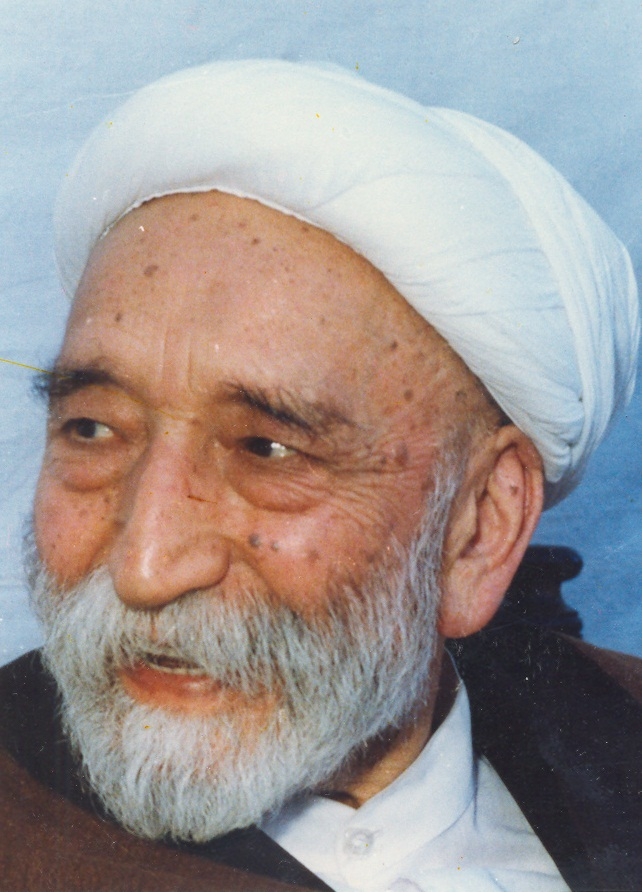
سلطان حسین تابنده گنابادی (رضاعلیشاه ثانی)
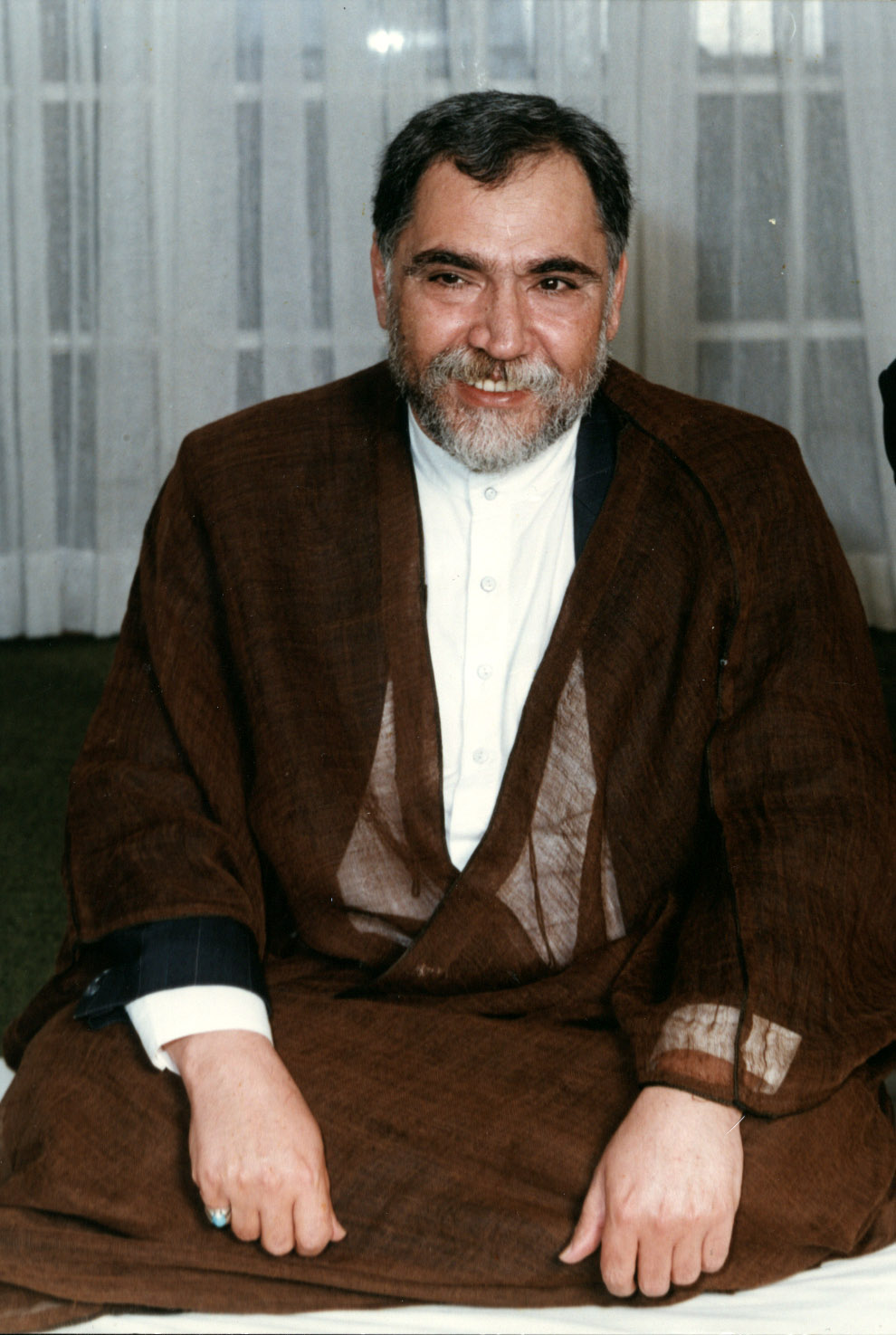
علی تابنده گنابادی (محبوبعلیشاه)
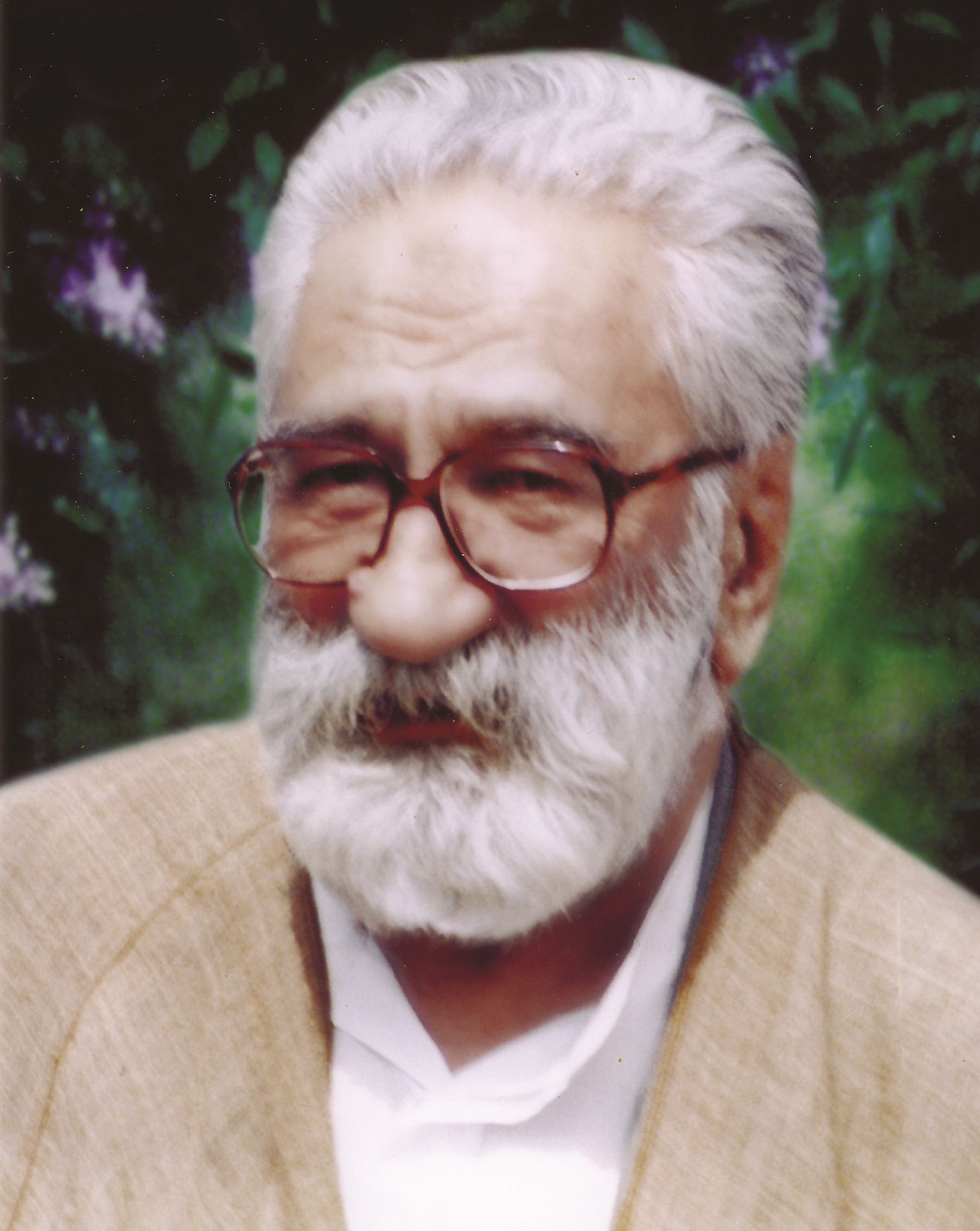
نورعلی تابنده (مجذوبعلیشاه)